# 須藤絢乃
須藤 絢乃（すどう あやの、1986年 - ）は、日本の現代美術家。写真家。
学位は修士（美術）、京都市立芸術大学2011年。

## 人物
大阪府生まれ。中高生時代を芦屋市で過ごす。2005年兵庫県立明石高等学校美術科卒業。2009年京都市立芸術大学美術学部美術科構想設計専攻卒業。2009年フランス国立高等美術学校交換留学。2011年京都市立芸術大学大学院修士課程造形構想修了。東京都在住。
被写体の性別を超えた変身願望や理想像を写真に納め、少女マンガのカラー原稿と写真の狭間にあるような平面作品を発表している。実際の作品は独自のテクスチャをもった印画紙にプリントされ、さらにラインストーンや、グリッターなどで装飾を施し、照明のもとで輝くのも作品の特徴のひとつである。
2011年、ミオ写真奨励賞2010にて森村泰昌賞受賞。国外でも精力的に作品を発表し、同年10月に1839當代藝廊（台湾台北市）で初個展を開催。2014年、実在する行方不明の少女たちに自ら扮したシリーズ「幻影 Gespenster」でキヤノン・写真新世紀グランプリを受賞。同タイトルの作品集がフランスのHOLOHOLO BOOKSより出版されている。アーティストとして現在国内外の展覧会、アートフェアで展示するほか、フォトグラファーとして各種雑誌などで活動中。ジョージ・イーストマン・ハウス国際写真博物館（アメリカ、ニューヨーク）、東京都写真美術館に作品が収蔵されている。
主な個展に、『面影 – Autoscopy –』（ヒルサイドフォーラム、東京、2015）、『須藤絢乃写真展　Anima / Animus -金子國義の部屋-』（銀座三越7階ギャラリー、東京、2018）。主なグループ展に、『愛について アジアン・コンテンポラリー』（東京都写真美術館、2018）、『写真都市展』（21_21 DESIGN SIGHT、東京、2018）、『Internet of（No）Thing: Ubiquitous Networking and Artistic Intervention』（ジョグジャカルタ国立博物館、2018）、『SELF / OTHERS』（キヤノンギャラリーS、東京、2018）など。
主な作品に、性別にとらわれない理想の姿に変装した自身や友人を写した『Metamorphose』(2011年- )、実在する行方不明の女の子に扮して撮影したセルフ・ポートレイト『幻影 Gespenster』(2013-14年)、他人が自分のように見えてくる現象をモチーフにした『面影 Autoscopy』(2015年)などがある。
2020年より、須藤絢乃が毎号様々な表現者とコラボし、作り上げるアートマガジン『薄荷｜The peppermint magazine』を発表している。

## 発表作品に係わるエピソード
- 須藤は、性別、世代、人種など社会に生まれたあらゆる境界に揺らぐ存在や、時には生死も曖昧な危うい存在に美しさを見出し、須藤は一連の作品をこの世に存在しないものを撮影しており、現実に感じる違和感を「不気味の谷」として、それを越えたいというような願望が込められていると語る[3]。

- 須藤の特徴的な作品としてセルフ・ポートレイトの手法を用いた作品がある。幼い頃、「自分は少年だ」と強く信じていた須藤は、当時少年のような格好をしていた。しかしながら、中学生になると、憧れの先輩である男性に好かれようと当時流行りのロリータ・ファッションに身を包むようになったという。この幼い頃からのジェンダーに対する違和感によって、須藤の変身願望は芽生え、扮装によるセルフ・ポートレイトを撮影し作品化している。初期作品〈THE IDEAL LOVERS〉（2011年、2013年、2018年）のシリーズを、自身のセクシュアル・アイデンティティを探し求めていく行為であったと須藤は語る。その後制作された〈幻影〉（2013-2014年）や〈MY POSTMORTEM〉（2018年）において、須藤は自身の身体とアイデンティティの関係性について追求している[4]。
- 『幻影 -Gespenster-』  
『幻影』（2013-2014年）は、須藤が20代の頃に、駅の壁に貼られていた約20年前に行方不明になった女の子の貼り紙を目にしたことをきっかけに制作された、須藤がその張り紙に掲載された少女たちに扮して撮影したセルフ・ポートレイトである。21点のセルフ・ポートレイトと数点のスナップショットで構成されている。須藤自身の当時の心情と少女たちの心情を重ね合わせることによって始まったこのシリーズについて須藤は、セルフ・ポートレイト以外は考えられなかったと語る。制作のプロセスとしては、まず行方不明者のリストを作成し、彼女たちについて調査をする。そして失踪した当時の服装と似たような服を古着屋で探し、その服を着て須藤の家の近くで撮影を行う。プリントができあがったところに、印画紙上にラメなどきらきらと輝くものを散りばめる。得体の知れない世界に行ってしまった少女達に、えも言われぬ恐怖感を感じるとともに、あるもうひとつの思案が浮かぶ。彼女達は、今では知らない土地で生活しているかもしれない、またどこか知らない場所で屍と化しているかもしれない。しかし、リストの中の少女達は、失踪したその時からこの世の時間軸から離脱し、老いる事も無く、永遠に少女のままの存在となる。須藤は、刻々と少女から離れて行く自身の肉体と精神は「少女である事」に対する憧れと強い意識をもち、そんな彼女達にある種独特の「神聖さ」を感じ、もう一度彼女たちの存在を一人ひとり確認し、人々の眼前に提示することを試みている[4]。    須藤はNew York Timesのインタビューにおいて、ドイツ語で幽霊を意味する彼女の写真集のタイトルを、小説「細雪」から着想を得たと発言している[5]

- 『てりはのいばら』

同作品シリーズは、谷崎潤一郎の代表作である「細雪」に登場する蒔岡姉妹をモチーフにした新作セルフポートレート。作品中には、かつて谷崎が実際に住んでいた芦屋の家（富田砕花旧居）や、愛用の家具たちが登場する。また、衣装では、船場をルーツに持つ須藤の祖母が大切にしてきた着物や小物を用いている。須藤の祖母は、明治43年に創業したお茶屋（呼揚、貸座敷業）小川家（おがわや）の生まれで昭和20年空襲で焼けた小川家を戦後母親と共に復興、二代目を次ぐ。昭和42年、小川席名で検番を開業、新町に小川家再開、50年代には、桂米朝、桂子米朝、大村昆、夢路いとしこいし、中村雁治郎、坂田藤十郎等々上方芸人が通い詰めた。大阪・船場新地の最後の検番とされる。大阪・阪神間で育った須藤が「細雪」を通して見た阪神間モダニズム、そして近代の女性像を自らが被写体になり、体現してゆく作品となっている。

## 賞歴
| 年     | 賞                                                 |
| ------ | -------------------------------------------------- |
| 2014年 | 2014年度写真新世紀第３７回グランプリ（椹木野衣選） |
| 2011年 | MIO写真奨励賞審査員特別賞受賞（森村泰昌選）        |
| 2009年 | 京都市立芸術大学作品展市長賞受賞                   |

## 展覧会

### 個展
| 年     | 展覧会名                                                            | 会場                                       |
| ------ | ------------------------------------------------------------------- | ------------------------------------------ |
| 2011年 | “Ayano Sudo Solo Exhibition,"                                       | 1839 Contemporary Gallery,Taipei, Taiwan   |
| 2013年 | 「Roses are red, Violets are blue, Sugar is sweet, And so are you」 | つくるビル202号室・京都                    |
|        | 「幻影 Gespenster」                                                 | 芦屋市谷崎潤一郎記念館・兵庫               |
| 2015年 | 「面影 AutoScopy」                                                  | ヒルサイドテラス・東京                     |
|        | 「Ayano Sudo Solo Exhibitionin AIPAD photography show」             | Park Avenue Armory, ニューヨーク、アメリカ |
| 2016年 | 「てりはのいばら」                                                  | 芦屋市谷崎潤一郎記念館・兵庫               |
| 2018年 | 「Anima/Animus一金子國義の部屋」                                    | 銀座三越7階ギャラリー・東京                |
| 2022年 | 「VITA MACHINICALIS」                                               | MEM・東京                                  |
|        | 「Anima / Animus」                                                  | NADiff Gallery・東京                       |

### グループ展
| 年     | 展覧会名                                                          | 会場                                         |
| ------ | ----------------------------------------------------------------- | -------------------------------------------- |
| 2007年 | 「現代美術インデペンデント」                                      | 海岸ギャラリー CASO・大阪                    |
|        | 「GIRLIOLOGYー少女博物学」                                        | 細野ビルヂング地下室・大阪                   |
| 2008年 | 「sensuous」                                                      | AD&Aギャラリー・大阪                         |
|        | 「SPECK OF NOOK」                                                 | アトリエ風姿花伝・兵庫                       |
|        | 「四条ストリートギャラリー」                                      | MONT BLANC BOUTIQUE KYOTO・京都              |
| 2010年 | 「不思議の国のアリス展」                                          | ギャラリーパライソ・大阪                     |
| 2011年 | 「アートどすえー京都芸術物産展」                                  | Hidari Zingaro・東京                         |
| 2013年 | 「アートがあればⅡ-9人のコレクターによる個人コレクションの場合」   | 東京オペラシティ アートギャラリー・東京      |
|        | 「Sweet Revenge」                                                 | 京都市立芸術大学ギャラリー@KCUA・京都        |
| 2014年 | 「キヤノン写真新世紀第37回公募グランプリ受賞者新作個展」          | 東京都写真美術館・東京                       |
|        | 「ヒルサイドフォトフェア」                                        | ヒルサイドフォーラム代官山・東京             |
|        | 「Art OSAKA 2014」                                                | ホテルグランヴィア大阪・大阪                 |
| 2015年 | 「Art OSAKA 2015」                                                | ホテルグランヴィア大阪・大阪                 |
|        | 「Camera & Photo Imaging Show 2015」                              | パシフィコ横浜・神奈川                       |
|        | 「浅草に死す」                                                    | パルコミュージアム・東京                     |
| 2016年 | 「シブカル<夏>祭。2016」                                          | PARCO GALLERY X, 東京                        |
| 2018年 | 「愛について アジアン・コンテンポラリー」                         | 東京都写真美術館・東京                       |
|        | 「SELF/OTHERS」                                                   | 品川キヤノンギャラリーS・東京                |
|        | 「Indonesian Netaudio Festival 3.0」                              | ジョグジャカルタ国際美術館・ジョグジャカルタ |
|        | 「写真都市展 －ウィリアム・クラインと22世紀を生きる写真家たち－」 | 21_21 DESIGN SIGHT・東京                     |

## 出版物
- 2014年 『幻影 Gespenster』Holo Holo Books (Paris)　ISBN 979-1092149050
- 2022年『Anima / Animus』薄荷 The peppermint magazine 別冊
- 2023年『VITA MACHINICALIS』薄荷 The peppermint magazine 別冊

### 薄荷｜The peppermint magazine
須藤絢乃が様々な表現者と作り上げることをコンセプトにした自主制作のアートマガジン。
| 巻数  | 発行年 | タイトル                     | 共同制作者     |
| ----- | ------ | ---------------------------- | -------------- |
| Vol.0 | 2020年 | おはなヤクザ                 | ゆっきゅん     |
| Vol.1 | 2020年 | あちら側、こちら側           | eninaru        |
| Vol.2 | 2020年 | 絶対王政薔薇貴族薔薇学園     | 水野しず       |
| Vol.3 | 2021年 | 御影事件                     | ルアン         |
| Vol.4 | 2022年 | 藤の陰間に覗く鶺鴒・心理試験 | eninaru        |
| Vol.5 | 2023年 | Girliology -少女博物学ー     | pays des fées  |
| Vol.6 | 2023年 | Darkness in the light        | Andro Kristian |